# Allionia incarnata
La bella de noche cubana (Allionia incarnata) es una especie de planta medicinal de la familia Nyctaginaceae.

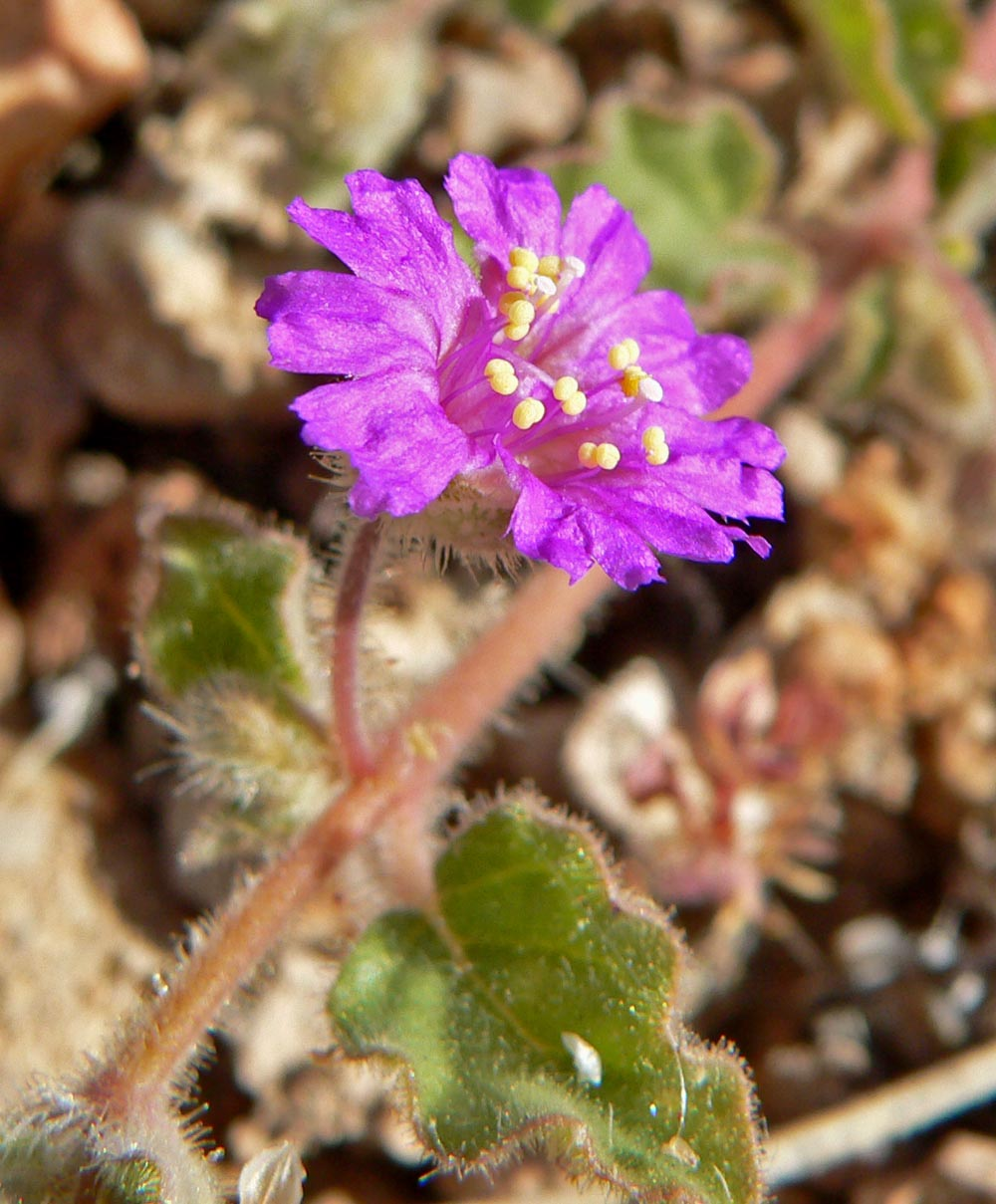
Detalle de la flor

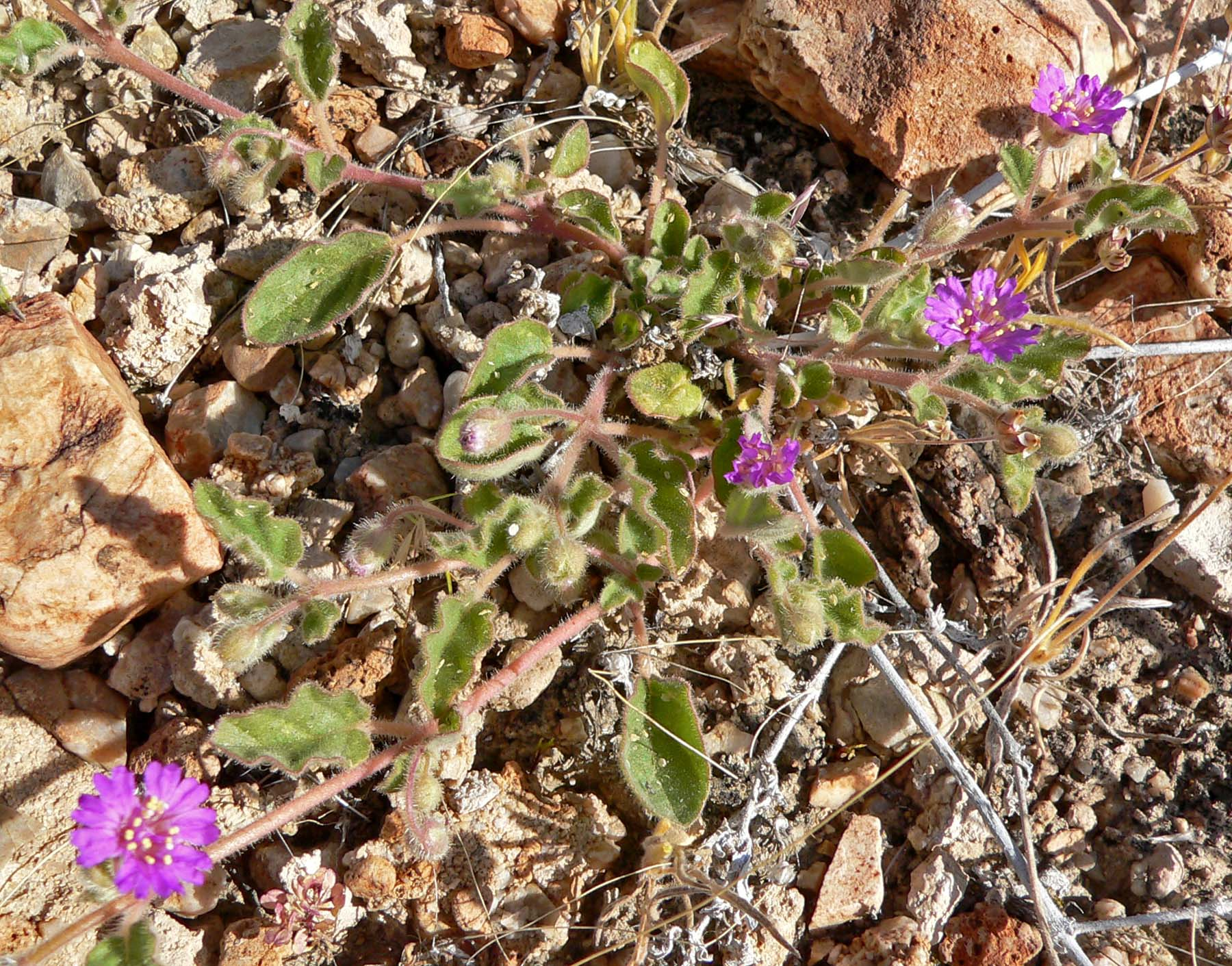
Vista de la planta

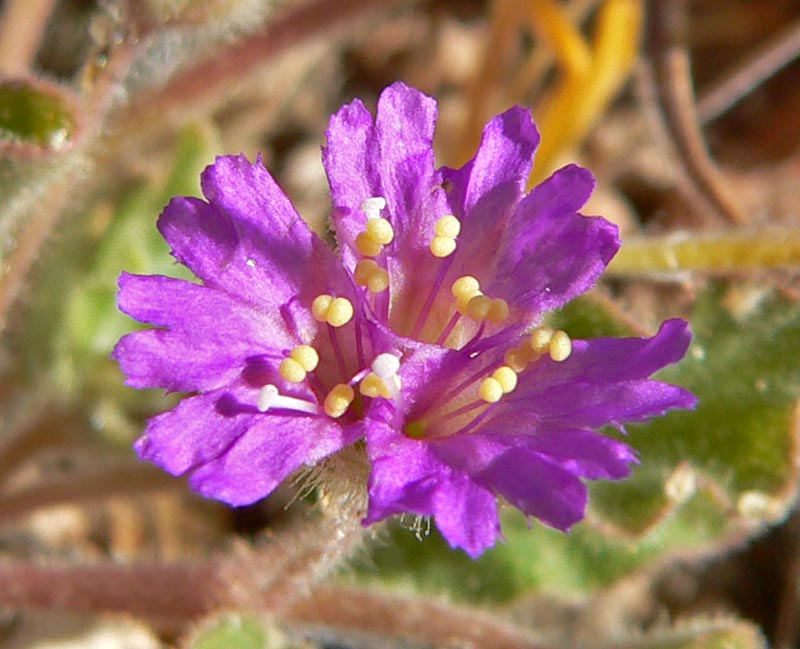
Flor

## Descripción
Es una hierba aromática, perennifolia, a veces anual, escasamente puberulenta glandular. Tallos con frecuencia rojizos, alcanzando un tamaño de 0.1-1.5 m de altura. Hojas reducidas progresivamente distalmente; las distales proporcionalmente más estrechas que las proximales;  hoja generalmente plana, a veces ondulada, de 20-65 × 10-35 mm, base oblicua a menudo, obtusa, o redonda, margen entero o sinuoso, ápice agudo, a veces obtusos o redondos. Inflorescencias en pedúnculos 3-25 (-30) mm, involucros ovoide cuando madura, 4-6.5 (-9) mm, perianto de color rosa oscuro y magenta, de 5-15 mm. Frutas profundamente convexas, de 2.9-4.7 × 1.5-2.8 mm, con 0-4 costillas laterales dentadas.

## Distribución
Se encuentra en América del Norte, México, Antillas, América Central y América del Sur donde está presente en climas cálidos, semicálidos y templados entre los 30 y hasta los 2000 metros. Asociada a bosque tropical caducifolio, matorral xerófilo, pastizal, además es maleza común de terrenos baldíos.

## Usos
Allionia incarnata fue utilizada por los pueblos indígenas para tratar inflamaciones, se añadió a los baños para bajar la fiebre, y también preparó como una decocción para tratar la diarrea y las enfermedades renales. Sus usos medicinales se centran en el tratamiento de la diarrea, en Sonora, y la picadura de la araña, en Puebla.

## Observaciones
Ocasionalmente frutos de A. incarnata son superficialmente convexoss y se asemejan, a  los frutos de Allionia choisyi .

## Taxonomía
Allionia incarnata fue descrita por Carolus Linnaeus)  y publicado en Systema Naturae, Editio Decima 2: 890. 1759.
Etimología
Linneo nombró este género en honor del botánico italiano Carlo Allioni (1725-1804).
incarnata: epíteto latino que significa "color carne".
Variedades
- Allionia incarnata var. incarnata
- Allionia incarnata var. nudata (Standl.) Munz
- Allionia incarnata var. villosa (Standl.) Munz

Sinonimia
- Allionia brandurriae Phil.
- Allionia craterimorpha Rusby
- Allionia cristata (Standl.) Standl.
- Allionia jarae Phil.
- Allionia mendocina Phil.
- Allionia puberula Phil.
- Wedelia incarnata (L.) L.
- Wedelia incarnata (L.) Kuntze
- Wedeliella incarnata (L.) Cockerell[7]

var. incarnata
- Wedelia cristata Standl.
- Wedeliella cristata (Standl.) Cockerell
- Wedeliella incarnata var. anodonta (Standl.) Cockrell
- Wedeliella incarnata subsp. nudata (Standl.) Cockerell

var. nudata (Standl.) Munz
- Allionia malacoides Benth.

var. villosa (Standl.) Munz
- Wedelia incarnata subsp. villosa Standl.
- Wedeliella incarnata var. villosa (Standl.) Cockerell